# Спалювання в киплячому шарі

Технології спалювання в киплячому шарі

Спалювання в киплячому шарі — одна з технологій спалювання твердих палив в енергетичних котлах, при якій у топці створюється киплячий шар з частинок палива та негорючих матеріалів. Технологія була привнесена в енергетику з хімічної промисловості приблизно в 1970 роки для спалювання вугілля. На сьогоднішній день ця технологія спалювання вважається застарілою.

## Опис процесу
У висхідному потоці газу завантаження з твердих частинок може перебувати в трьох станах:
- у спокої, коли швидкість газу мала і він не може підняти частинки — характерний для пошарових топок;
- в режимі пневмотранспорту, коли частинки переносяться з швидким потоком газу — в камерних топках;
- в псевдозрідженому стані при проміжній швидкості газу, коли він при проходженні через шар «розсуває» частинки і збільшує його товщину, розпушуючи, але не здатний віднести частинку за межі шару. Цей останній режим створюється в топках киплячого шару.

Киплячий шар може бути високотемпературним і низькотемпературним (800—900о C), в даний час з ряду причин майже завжди використовується другий. Зокрема, в ньому дуже ефективно пригнічується виділення оксидів азоту, тепло передається конвекцією і теплопровідністю. Для регулювання температури шару щоб уникнути шлакування можна вводити воду і пар.
У киплячий шар вводять значну кількість інертних наповнювачів: шлак, пісок, доломіт, вапняк — вони підвищують тепловіддачу. Доломіт і вапняк, крім цього, пов'язують в сульфіти до 90 % оксидів сірки.
Паливом можуть служити вугілля, шлам, в тому числі високозольний, штиб.